# أيفيند دالي
أيفيند دالي (بالنرويجية البوكمول: Eivind Dale)‏ هو موظف مدني نرويجي، ولد في 20 يوليو 1955.